# Хамун
Хаму́н (перс. دریاچه هامون‎) — крупная группа озёр разной степени солёности (от пресных до солёных) по обеим сторонам границы Ирана и Афганистана. Являются устьевыми разливами дельты рек Гильменд, Фарахруд, Хашруд, Харутруд и Рудханейе-Хосейнабад в пределах Систанской впадины. Озёра являются крупнейшими в Афганистане. Их высота над уровнем моря — около 480 м. Протяжение озёрной системы около 150 км, ширина 50—70 км, средняя глубина озёр невелика: 1—1,5 м. 
Размеры и глубина озёр непостоянны, сильно зависят от водности притоков: во время весеннего половодья образуется единый водоём площадью от 2—3 до 50 тыс. км², в другие сезоны он распадается на отдельные озёра (Хамун / Пузак, Дерьячейе-Хамун, Сабари, Чунге-Саруни и другие). Во время крупных паводков часть стока поступает через реку Шиле в расположенную к югу от Хамуна впадину Гауди-Зирра. Наибольшие зарегистрированные размеры Хамуна — около 50 тыс. км² — отмечались в 1903 году. Во время военных действий, когда нарушается привычный аграрный уклад жизни Афганистана, меньше воды забирается на орошение в оазисах и городах, площадь озёр увеличивается. Озёра покрыты камышовыми и тростниковыми зарослями, по берегам — тугаи. Местное население занимается рыболовством, имеются зимовки водоплавающих птиц.
Нижней частью бассейна озёр Хамун является бессточная впадина Гауди-Зирра, которая собирает избыток воды с водно-болотных угодий, а также из реки Гильменд в случае экстремальных паводков. Вода из Гуди-Зирра теряется только в результате испарения.
Крупнейшим притоком озёр является река Гильменд, однако Хамун питается водами и других более мелких рек, в том числе стекающих с лежащих западнее озёр гор Пеленган. Эти реки являются важными составляющими Систана с экологической точки зрения.
В области Систан и в низовьях реки Гильменд жизнь населения зависит от сельского хозяйства. Интенсивное растениеводство и садоводство обеспечивают основу повседневной жизни, особенно на иранской стороне. В Афганистане войны конца XX и начала XXI веков нанесли большой ущерб сельскохозяйственному производству (как инфраструктуре, так и человеческим ресурсам).
Большая часть водно-болотных угодий Хамуна в Иране, примерно 60 000 га, была признана охраняемой территорией в рамках Рамсарской конвенции. Территории Хамуна на стороне Афганистана не имеют никакого специального природоохранного статуса, хотя они представляют собой более обеспеченную водой часть водно-болотных угодий с обильной растительностью.
Существование населения в этом регионе тесно взаимосвязано с водно-болотными угодьями и зависит от их состояния. Тростниковые заросли обеспечивают корм для скота, топливо для приготовления пищи и отопления, а также сырье для ремесел и строительства. Рыбалка и охота представляют собой важный источник дохода для многих семей. Это фундаментальная зависимость от водно-болотных угодий привела к краху местной экономики в течение последнего периода засухи. Суровая нехватка воды разрушила экологическую систему водно-болотных угодий и нанесла ущерб сельскому хозяйству дельты, которое, в первую очередь, основано на орошении из реки Гильменд. Численность населения в регионе составляет несколько сотен тысяч, в основном проживающих в Иране. На иранской стороне правительство прилагает значительные усилия по стабилизации и поддержанию местного населения путём предоставления продуктов питания, работы и других услуг для удовлетворения основных потребностей.
Крупнейшие населённые пункты около озёр — Заболь, Зарандж, Канг, Лашуджуайн, Борджи-Гербенд. На одном из островов высится базальтовая гора Хваджа с плоской вершиной. Помимо поздней крепости Ростама, на этой горе сохранились останки зороастрийского храма огня (Кух-и Хваджа) с уникальными росписями доисламского времени. Памятник впервые был описан Аурелем Стейном и Эрнстом Герцфельдом.
- 1976
- 2001